# Sandviksfjeldet
Sandviksfjeldet (417 moh.) er et af Bergens syv fjelde og ligger i Sandviken nordøst for centrum. Stien op til toppen kaldes Stoltzekleiven efter købmanden
Gerhard Stoltz, som ejede Frydenlund og tilplantede fjeldsiden i 1873.

## Alternative turtraséer
Stoltzekleiven er den mest kendte sti/trappe op (cirka 612 trin), men Sandviksfjeldet kan nås på flere måder. Fra Fløyen går der fine og lette turveje i retning Sandviksfjeldet. Fra Munkebotn ved Sandviken sykehus går det turvej opover, eller man kan svinge fra mod Sandviksbatteriet og tage en tursti langs kanten med storslået udsigt over byen hele vejen. Der går også tursti op gennem Skredderdalen fra Mulen hvor man på toppen må dreje til venstre og ellers følge skiltningen. Kommer man ovenfra går der turstier ned mod Sandviksfjeldet både fra Rundemanen og Kvitebjørnen.

## Stoltzekleiven Opp
Hvert år i september arrangerer idrætsforeningen Varegg fjeldløbet «Stoltzekleiven Opp». Løbet går fra Fjellveien, 200 meter syd for Bergen sekundærstation, og op til skaret under Sandviksfløyen.

## 7-fjellsturen
På Bergen Turlags årlige "7-fjellsturen" er dette det sidste fjeld man går over.